# Auguste Albertini
Pour les articles homonymes, voir Albertini.
Auguste Albertini (Ajaccio, 15 novembre 1890 - Béziers, Hérault, 27 novembre 1967) est un homme politique français.

## Biographie
Venu à Béziers à l’âge de 5 ans, il fait ses études au lycée Henri IV puis prépare une licence de sciences à la faculté de Montpellier. Le décès de son père et la mort tragique de son frère en 1911, l’enseigne de vaisseau Dominique Albertini (dans la catastrophe du cuirassé Liberté à Toulon) interrompt provisoirement ses études. À 19 ans, il devient professeur de mathématiques au collège de Narbonne.
Lors de la guerre de 14-18, il sert dans l’infanterie jusqu’au jour où gazé à l’ypérite à Berry-au-Bac, il est renvoyé dans ses foyers avec la Médaille Militaire et la Croix de Guerre. Il est alors nommé professeur à l’école pratique de Béziers où il prend le poste longtemps tenu par son père.
Entré à la mairie de Béziers le 3 mai 1925 comme deuxième adjoint, il est premier adjoint lors des élections du 12 mai 1929. La mort de M. Suchon lui ouvre l’accès au poste de premier magistrat de la ville et l’amène au Conseil général de l’Hérault. Il est réélu aux élections de 1935. Décoré de la croix de la Légion d'honneur le 3 janvier 1936.
Il est député de l'Hérault (Républicain radical puis radical-socialiste) du 26 avril 1936 au 30 décembre 1939. Il est également sénateur de 1939 à 1940 et maire de Béziers de 1932 à 1944. Il est en 1936, contre toute alliance avec les communistes, contre l'intervention dans la guerre d'Espagne au bénéfice de la république espagnole et en 1940 vote les pleins pouvoirs à Pétain.
Il est arrêté le 22 août 1944 et frappé d’interdiction de séjour. Après plusieurs enquêtes le Parquet de Béziers, en accord avec le Parquet général, conclut à sa non culpabilité. Auguste Albertini est libéré après sept mois de détention, relevé de son inéligibilité et à nouveau assigné à résidence.
Il s’exile dans son île natale où il exerce comme professeur de mathématique au Lycée de Bastia jusqu’en 1952, date à laquelle il revient à Béziers retrouver son poste à l’École Pratique.
Il ne reprend pas la politique et décèdera le 27 novembre 1967 à Béziers.
Pour le premier anniversaire de son décès est inauguré, à Béziers, le boulevard Auguste Albertini dans le prolongement de l'avenue dédiée à son frère, l'enseigne de vaisseau Dominique Albertini mort héroïquement à l'âge de vingt deux ans, en organisant le sauvetage de ses matelots en tant que seul officier à bord du Liberté lors de la catastrophe de 1911. Dominique Albertini a eu l'honneur d'obsèques nationales.
Il est inhumé au cimetière neuf de Béziers.

## Sources
- « Auguste Albertini », dans le Dictionnaire des parlementaires français (1889-1940), sous la direction de Jean Jolly, PUF, 1960 [détail de l’édition]
- Allocution de Monsieur Pierre Brousse maire de Béziers et conseiller général lors des obsèques d'A. Albertini, Midi Libre, 29/11/1967
- Allocution de Monsieur Pierre Brousse avant de dévoiler la plaque du nouveau boulevard Auguste Albertini, Midi Libre, 30/11/1968
- Philippe Bourdrel, L'épuration sauvage 1944-1945, pages 165-166
- Madeleine Albertini Raucoule (fille de Auguste Albertini) et Pierre Albertini (son petit-fils)